# Montero
Pour les articles homonymes, voir Montero (homonymie).
Montero est une ville du département de Santa Cruz, en Bolivie, et le chef-lieu de la province d'Obispo Santistevan. Elle est située à 48 km au nord de Santa Cruz de la Sierra, sur la rive droite du río Piraí. Sa population s'élève à 109 518 habitants lors du recensement bolivien de 2012.
Montero s'est beaucoup développée ces dernières années, devenant une ville importante dans la région. La ville est facilement accessible en bus ou en taxi en empruntant la route en direction du nord depuis Santa Cruz.
L'agriculture y tient une place importante. Le développement urbain est similaire à celui de Santa Cruz. Quelques infrastructures publiques y sont présentes, notamment un hôpital, des dispensaires et des écoles. Un petit marché coloré également. Les habitants ont la réputation auprès des habitants de Santa Cruz d'être un peu « rustiques ». Ceci est dû au passé agricole et à l'éloignement géographique des centres urbains.
Montero est située à 300 mètres d'altitude, la température moyenne maximale y est de 29 °C, légèrement supérieure à celle de la capitale départementale.

## Galerie

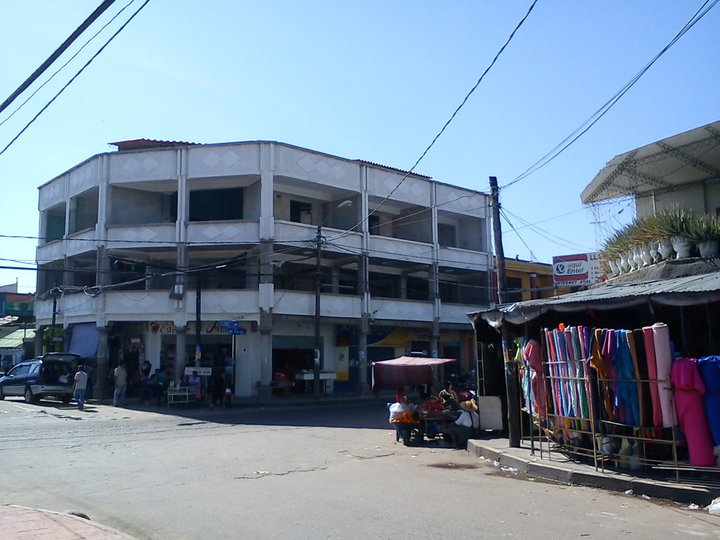
Immeuble de Montero.
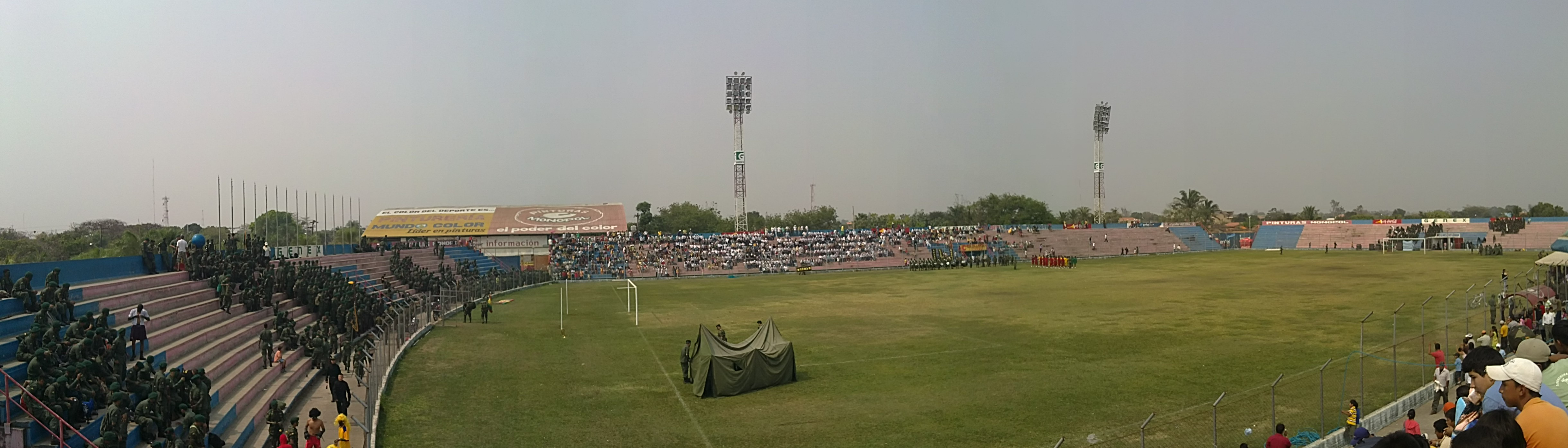
Stade de Montero.
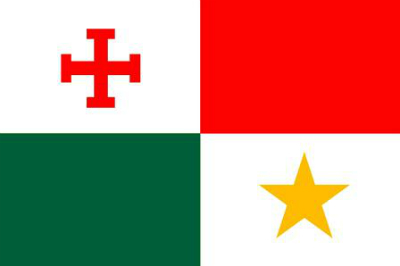
Drapeau de Montero.